# Angeln (Volk)

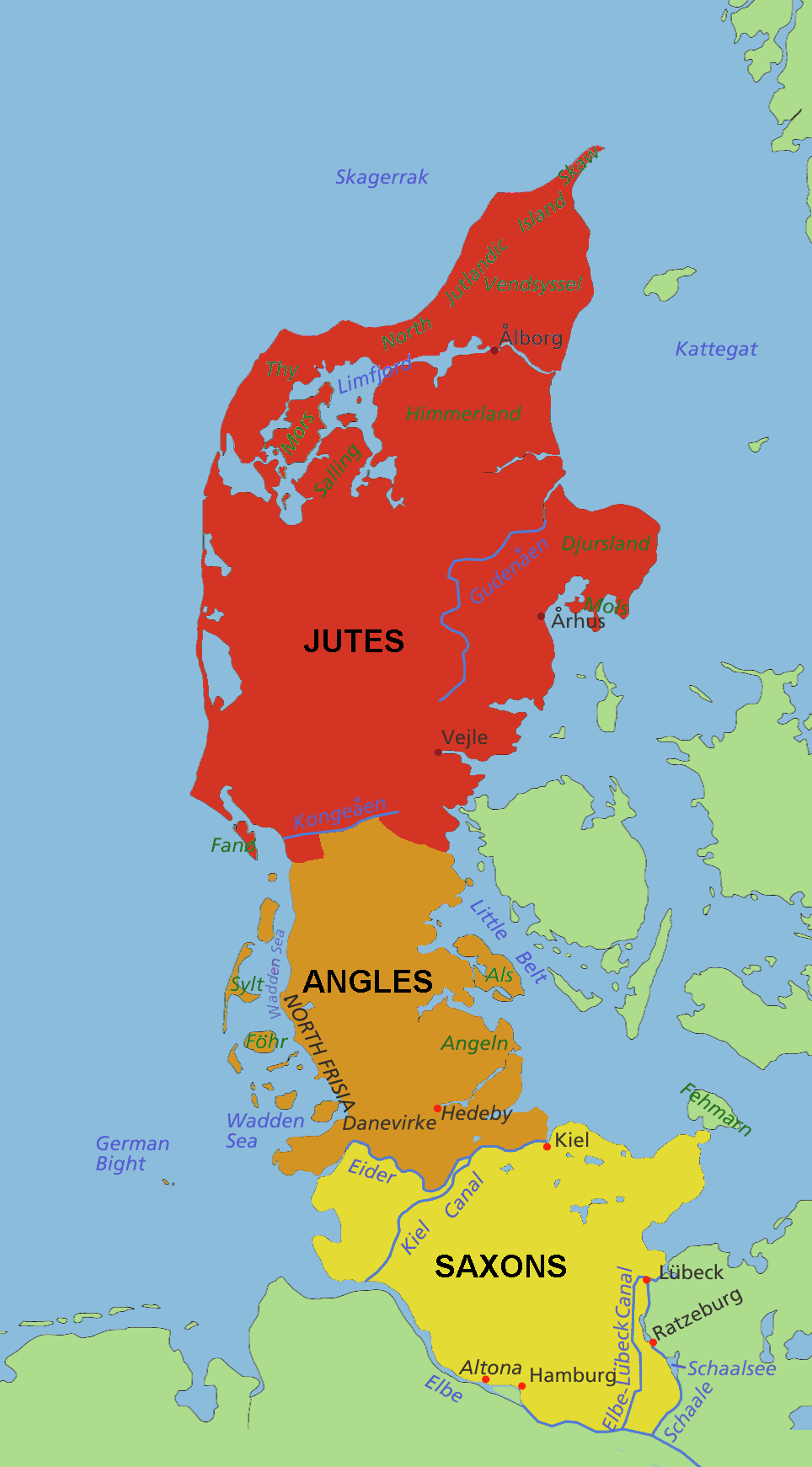
Angeln in Schleswig-Holstein

Die Angeln waren ein nordseegermanisches Volk, das wohl vor allem aus dem gleichnamigen Landstrich Angeln auf der Kimbrischen Halbinsel im Norden des heutigen Schleswig-Holstein sowie seinen Nachbargebieten bis zur Eider stammte. Von denjenigen Angeln, die im 5. Jahrhundert nach Britannien auswanderten, leiten sich die Bezeichnungen „England“, „Engländer“ und „Englisch“ ab.

## Namensherkunft
Der Volksname „Angeln“ bedeutet „Bewohner von Angeln“. Die Wortherkunft dieses Landschaftsnamens ist nicht gesichert. Womöglich liegt die gleiche Wurzel vor, die in Angel(rute) steckt, die ursprüngliche Bedeutung wäre damit „krumm“. Vielleicht geht der Landschaftsname aber auch auf die gleiche Wurzel wie in eng zurück. In beiden Fällen dachte man dabei an die Schlei oder einen ihrer Teile, doch ist dies unsicher, weil das Land der Angeln in römischer Zeit kaum mit dem heutigen Angeln deckungsgleich war.

## Geschichte

### Frühgeschichte
Im Jahr 98 erwähnt der römische Historiker Tacitus in seiner Ethnographie Germania nach einer Beschreibung der damals an der Elbe siedelnden Langobarden Angeln als Anglii: „Dann folgen die Reudigner, Avionen, Angeln, Variner, Eudosen, Suardonen und Nuithonen, die durch Flüsse und Wälder geschützt sind“ (Germ. 40,1). Ptolemaeus nennt die Angeln in seinen Geographika einige Jahrzehnte später als Άγγειλοι (Angeiloi; griechisch auch: Άγγιλοι Angiloi). Erst der frühmittelalterliche Gelehrte Beda Venerabilis gibt im Rahmen seiner Historia ecclesiastica gentis Anglorum (I 15) eine genauere Bestimmung der (angeblichen) Ursprungssitze der Angeln an.

### Wanderung nach Thüringen
Im 2. oder 3. Jahrhundert wanderte vermutlich ein Teil der Angeln gemeinsam mit den Warnen nach Süden in das Mittelelbe-Saalegebiet und somit in den Siedlungsraum der Hermunduren, wo sich in der Folgezeit das Königreich Thüringen herausbildete. Auf die Anwesenheit von Angeln in Thüringen verweist vermutlich die Lex Angliorum et Werinorum hoc est Thuringorum, die Karl der Große um 800 aufzeichnen ließ, sowie der Engelin-Gau im Bereich der Hainleite. Die „Engelsdörfer“ (Feldengel, Kirchengel, Holzengel und Westerengel) bei Großenehrich im Kyffhäuserkreis haben wohl ihren Wortstamm aus dieser Besiedlung erhalten.

### Wanderung nach Britannien
Um etwa 440 wanderten viele Angeln gemeinsam mit Sachsen, Friesen und Jüten nach Britannien aus. Dass die heutige Landschaft Angeln dabei wirklich von allen Bewohnern verlassen wurde – wie es spätere Berichte behaupten – ist eher unwahrscheinlich. Offenbar wurden die germanischen Krieger zunächst von den römischen Einwohnern der Insel als Hilfstruppen (foederati) angeworben, um das Land nach dem Abzug der kaiserlichen Truppen (410) gegen die Überfälle der barbarischen Pikten zu schützen. Doch recht bald scheinen die germanischen Truppen unabhängige Herrschaften errichtet und Zuzug vom Festland erhalten zu haben. Dabei siedelten die Angeln wohl insbesondere im Osten (East Anglia in den Grafschaften Cambridgeshire, Norfolk, Suffolk, Teile des südlichen Lincolnshire) und drangen im 6. Jahrhundert nach Norden bis Lothian (Schottland) vor und gründeten das Königreich Deira in Northumbrien.
Die eingewanderten Germanen verschmolzen zum Volk der Angelsachsen und wurden spätestens ab 600 gemeinsam als Engle bezeichnet. Der Name England für den südöstlichen Teil Britanniens leitet sich von den Angeln ab. Die angelsächsische Sprache, eine Schwestersprache der altsächsischen Sprache, wurde zur Grundlage der englischen Sprache.
An der Wende von der Spätantike zum Mittelalter begann die Christianisierung durch Augustinus von Canterbury. Die Hauptstämme vereinigten sich schließlich zu einem „englischen“ Königreich unter Egbert von Wessex.

## Gründe der Auswanderungen
Für die Auswanderung der Angeln werden in der Geschichtsforschung mehrere Gründe diskutiert; aufgrund der sehr schlechten Quellenlage hat keiner bisher allgemeine Zustimmung gefunden.
- Vermutlich gab es klimatische Veränderungen. So brechen um 350 die Funde von Getreidepollen und Gräbern in den tiefer gelegenen Gebieten ab, während sie auf Geestinseln, wie um Süderbrarup herum, zunehmen. Es wird daher teils vermutet, dass infolge von starken Regenfällen das Wirtschaften auf den lehmigen Böden Angelns kaum noch möglich gewesen sei und die Bewohner daher in einer Binnenmigration auf die sandigen Geestinseln ausgewichen seien. Diese erste Migration um 350 würde die zeitliche Lücke von knapp hundert Jahren bis zur Ankunft der Angeln in Britannien erklären.[3] Nach dieser Sichtweise hätten die Angeln also eine neue Heimat gesucht, da die alte vorübergehend unwirtlich geworden war.
- Denkbar ist auch, dass anglische Krieger durch Anwerbungen nach Britannien gelangten: Durch den Abzug des Römischen Heeres entstand auf der Insel um 400 eine Sicherheitslücke. Die keltorömische Bevölkerung war durch die Einfälle der Pikten aus Schottland beunruhigt. So warb ein romano-britischer „Tyrann“, der in der Überlieferung meist Guorthigirn (auch Vortigern, lat. Vertigernus, angelsächsisch Wyrtgeorn) heißt, um 410 gezielt Angeln, Sachsen und Jüten (die bereits früher an der britischen Küste zu Raubzügen aufgetaucht waren) als Schutztruppen (foederati) an. Diese scheinen dann um 440 rebelliert zu haben. Unklar ist aber wie gesagt, ob tatsächlich alle Angeln ihr Ursprungsgebiet verlassen hatten oder ob ein Teil blieb. Wahrscheinlich sind insbesondere Angehörige der Oberschicht ausgewandert, darunter mutmaßlich auch Nachfahren des legendären Angeln-Königs Offa, zu dessen Nachkommenschaft sich der englische König Offa von Mercien im 8. Jahrhundert rechnete und der als Held einer anglischen Stammes-Sage auch im altenglischen Widsith noch präsent war.
- Für eine tatsächliche weitgehende Räumung der Landschaft Angeln sprechen (späte) Quellenberichte sowie die offenkundige Leichtigkeit, mit der später nordgermanische Stämme unter der ethnischen Begrifflichkeit Dänen das Gebiet einnahmen. Andere Forscher nehmen hingegen an, dass die in Jütland verbliebenen Angeln mit den Dänen verschmolzen.

## Religion
Als zentrales Stammesheiligtum der Angeln gilt das Thorsberger Moor. Das Toponym entstammt späterem dänischen Einfluss. Wahrscheinlich war der Ort nicht exklusiv der germanischen Gewittergottheit Donar/Thor geweiht. Es ist anzunehmen, dass dort auch andere Gottheiten mit Kulten und Riten verehrt wurden. Tacitus erwähnt, dass die zu den Nerthusstämmen zählenden Angeln als charakteristisches Merkmal die Göttin Nerthus (Mutter Erde) verehrten. Die allgemeine Opfertätigkeit endete nach dem archäologischen Befund mit der Abwanderung großer Stammesteile auf die britische Hauptinsel.

## Wirtschaft
Die Angeln waren wie andere germanische Stämme eine grundsätzlich Ackerbau und Viehzucht betreibende Gesellschaft, bedingt durch die maritime Lage hatte der Fischfang eine proportional höhere Bedeutung als bei binnengermanischen Stämmen.
Archäologische Funde von Schmuckgegenständen und insbesondere Glaswaren und Keramiken aus römischer Herkunft weisen auf die mehr oder minder intensiven Handelsbeziehungen hin. Zudem wurde eine intensive Infrastruktur der Verhüttung von Raseneisenerzen archäologisch nachgewiesen sowie der anhängigen weiterverarbeitenden Handwerke der primären Waffenherstellung und anderen Metallgüter des täglichen Gebrauchs.
Diese Orte der Metallgewinnung und -verarbeitung stehen in Bezug oder schließen sich Siedlungskammern an, in denen mittelbar Wirtschaften des Ackerbaus zur grundlegenden Versorgung durch Lebensmittel auf der einen Seite und Waren des täglichen Bedarfs wie Kleidung auf der anderen Seite betrieben wurden. Überschüsse aus diesen Bereichen wurden vermutlich den Gütern aus der Metallverarbeitung zum Außenhandel zugeführt.